# Julian Rotter
Julian B. Rotter (22. října 1916 Brooklyn – 6. ledna 2014) byl americký klinický psycholog, pedagog a autor. Byl známý díky své Teorii sociálního učení a teorii Locus of control. Měl velký vliv na založení psychologie jako samostatného oboru medicíny.

## Životopis
Julian Rotter se narodil 22. října 1916 v New Yorku a pocházel z židovské rodiny. Jeho otec pracoval jako úspěšný podnikatel, ale pouze do roku 1929, kdy nastala Velká hospodářská krize. Během studií na střední škole rostl Rotterův zájem o psychologii, a to díky knihám od Freuda a Adlera. Zaujalo ho především psychoanalytické myšlení. V posledním ročníku střední školy napsal práci „Why We Make Mistakes“ a snil o kariéře jako psycholog.
Velká hospodářská krize velmi ovlivnila Rotterova vysokoškolská studia. V tomto období bylo jen málo kariérních příležitostí v oboru psychologie, proto se Rotter rozhodl studovat praktičtější obor, a to chemii na Brooklyn College. Rotter i přesto, že studoval jiný obor než je psychologie, začal navštěvovat semináře pořádané Adlerem a účastnil se i jeho setkání Společnosti individuální psychologie v Adlerově domě.
Poté, co Rotter získal magisterský titul se přestěhoval do Massachuesetts, kde se zúčastnil jedné z vůbec prvních stáží v klinické psychologii, a to ve státní nemocnici ve Worcesteru, v té době významného výcvikového a výzkumného centra klinické praxe. V roce 1941 získal na Indiana University doktorát z klinické psychologie a oženil se s Claru Barnesovou. Po získání titulu PhD chtěl Rotter akademickou pozici, to se mu však kvůli jeho židovského původu nepovedlo a přijal místo ve státní nemocnici v Norwichi jako klinický psycholog. V roce 1942 byl povolán do armády, kde strávil tři roky jako vojenský psycholog, který působil jako konzultant při výběru důstojníků. Po vojenské službě přijal místo po Carlu Rogersovi na Ohijské státní univerzitě v programu klinické psychologie. Navázal na Rogerse a spojil svůj důraz na vědecký výzkum s aplikací jeho myšlenek v klinickém prostředí, aby pomohl vybudovat program klinické psychologie, který je hodnocen jako jeden z nejlepších v zemi. V roce 1951 se stal ředitelem programu klinické psychologie. Během působení na Ohijské státní univerzitě formuloval a otestoval Rotter se skupinou postgraduálních studentů základní rámec své teorie sociálního učení. V roce 1954 poté vyšla jeho klasická učebnice s názvem Sociální učení a klinická psychologie.
Do důchodu ze své fakultní pozice odešel v roce 1987. Dále ale zdokonaloval svoji teorii, prováděl výzkum a dohlížel na výcvik klinické psychologie postgraduálních studentů. Významem jeho učení bylo kladení důrazu na školení klinických psychologů jako výzkumných pracovníků, ale zároveň i praktických kliniků. Po celou dobu své kariéry působil v mnoha sdruženích. V roce 1988 získal prestižní ocenění APA Distinguished Scientific Contribution Award, jako uznání jeho mnoha významných příspěvků v průběhu celého života.

## Teorie sociálního učení
Julian Rotter v tomto učení navazuje na svého učitele Kurta Lewina, který vysvětluje chování člověka v interakci s prostředím. Tato teorie se zabývá chováním, které se vyskytuje v určitých situacích. Svou teorii o sociálním učení se rozhodl rozvíjet proto, že člověk si osvojuje své chování v sociálních situacích a zároveň dochází k uspokojování potřeb prostřednictvím jiných lidí. Rotterova teorie sociálního učení je založena na čtyřech proměnných. Potenciál chování, očekávání, hodnota posílení a psychologická situace.
Potenciál chování vyjadřuje volbu určitého chování z několika možností, které daná situace nabízí, ve vztahu k posílení. Člověk má jistý potenciál chování pro každou možnou reakci na jakoukoliv situaci. Potenciál chování se však může měnit situací od situace.
Očekávání je pravděpodobnost, že chování povede k určitému výsledku, neboli k určitému posílení. Pokud je osoba přesvědčena, že chování povede k předvídanému výsledku, mluvíme o tzv. silném očekávání (silném posílení). Naopak při nízkém očekávání nedochází k posílení chování. Očekávání se utváří podle minulé zkušenosti. Čím častěji v minulosti naše chování vedlo k posílení, tím se zvýší naše očekávání, že dosáhneme stejného výsledku i situaci, ve které se právě nacházíme.
Hodnota posílení formuluje preferenci jednoho zdroje posílení před druhým. Vyjadřuje to, co lidé doopravdy v životě chtějí, proto člověk preferuje takové chování, které vede k většímu posílení.
Čtvrtou proměnnou, psychologická situace, Rotter nezařazuje do součástí vzorce chování, ale zavádí ji z toho důvodu, aby podchytil odlišnosti v interpretaci stejné situace různými lidmi. Psychologická situace proto vystihuje podstatu toho, jak lidé situace vnímají.
Rotter rozlišuje šest kategorií potřeb.
- Potřeba uznání a společenského postavení
- Potřeba ochrany – závislosti
- Potřeba dominance
- Potřeba nezávislosti
- Potřeba lásky
- Potřeba tělesného komfortu

## Locus of control
Julian Rotter zveřejnil svůj koncept poprvé v roce 1954 a následně v roce 1966 vydal článek v časopise Psychological Monographs v němž shrnul tento koncept na základě dlouholetého výzkumu.
Koncept Locus of control má své kořeny v teoretickém rámci sociální teorie učení. Původním název tohoto konceptu je „internal versus external control of reinforcement“. Lze jej chápat jako pocit sebekontroly jedince nad následky způsobenými jeho jednáním.
Na základě toho, zda osoba považuje za příčinu událostí své jednání je tato považována za internalistu, tedy osobu s vnitřním místem kontroly . Naopak pokud člověk nespatřuje souvislost mezi svým chováním a jeho důsledky, je podle Rotterova konceptu považován za externalistu, neboli jedince s externím místem kontroly.
Julian Rotter zmiňuje dvě primární domněnky o tomto konceptu, přičemž obě byly přesvědčivě dokázány.
- V prvním přístupu považuje locus of control za charakteristiku osobnosti jedince, přičemž ji zasazuje do rozmezí internalista až externalista. Toto zařazení má poté vliv jak na rozhodování, tak i na atribuci a ostatní sféry jeho života.
- V sekundárním přístupu uvádí, že jeho koncepce lze považovat za jeden ze základních pilířů v procesu sociálního učení.